# Эстеглаль Хузестан
«Эстеглаль Мелли Ахваз» — иранский футбольный клуб, из города Ахваз. Клуб был основан как филиал тегеранского «Эстеглаля».

## История выступлений
| Сезон   | Дивизион      | Место       | Кубок |
| ------- | ------------- | ----------- | ----- |
| 2011/12 | Лига Азадеган | 6 (Гр. B)   | 1/16  |
| 2012/13 | Лига Азадеган | 2 (Гр. B) ▲ | 1/16  |
| 2013/14 | Лига Про      | 12          | 1/16  |
| 2014/15 | Лига Про      | 14          | 1/8   |
| 2015/16 | Лига Про      | 1 — чемпион | 1/8   |
| 2016/17 | Лига Про      | 7           | 1/16  |
| 2017/18 | Лига Про      | 12          | 1/2   |
| 2018/19 | Лига Про      | 16 ▼        | 1/4   |

В 2016 году «Эстеглаль Хузестан» в матче за Суперкубок Ирана, уступил со счётом 2:4 клубу «Зоб Ахан».
В 2017 году принял участие в азиатской лиге чемпионов: вышел из группы со 2-го места (вслед за катарским клубом «Лехвия» и опередив саудовский «Аль-Фатех» и эмиратский клуб «Аль-Джазира» из Абу-Даби), в 1/8 финала проиграл саудовскому «Аль-Хилялю» из Эр-Рияда — 1:2, 1:2.

## Тренеры команды
| - Мехди Монаджати - Амир Гхаленоеи (сентябрь 2002) - Джалал Черагхпур (октябрь 2002) - Бахрам Атеф (2002—2003) - Нассер Хеджази (2003—2004) - Лука Боначич (2004—2005) - Мартик Хачатурян (2005) - Махмуд Явари (2005) - Срдан Гемалджевич (2005—2006) - Фируз Карими (2006 — ноябрь 2007) - Маджид Джалали (ноябрь 2007 — май 2008) - Карим Бустани (июль 2008 — август 2008, временно) - Махмуд Явари (август 2008) - Реза Ахади (август 2008) | - Акбар Мисагхьян (август 2008 — февраль 2009) - Ходадад Азизи (июнь 2009 — сентябрь 2009) - Маджид Багхерения (2009) - Мохаммад Ахмадзадех (2009) - Мехди Хашеминасаб (2009) - Алиреза Фирузи (2009 — сентябрь 2010) - Дариуш Язди (сентябрь 2010 — январь 2011) - Фируз Карими (февраль 2011 — март 2011) - Афшин Комаэи (март 2011) - Ферейдун Фазли (апрель 2011, временно) - Дариуш Язди (апрель 2011 — май 2011) - Адель Хардани (? — декабрь 2012) - Масуд Норузи (ноябрь 2012, временно) - Али Хантех (ноябрь 2012 —) |